# Daraspis bussii
Daraspis bussii är en insektsart som först beskrevs av Robert Newstead 1911.  Daraspis bussii ingår i släktet Daraspis och familjen pansarsköldlöss. Inga underarter finns listade i Catalogue of Life.